# Barbara Luna

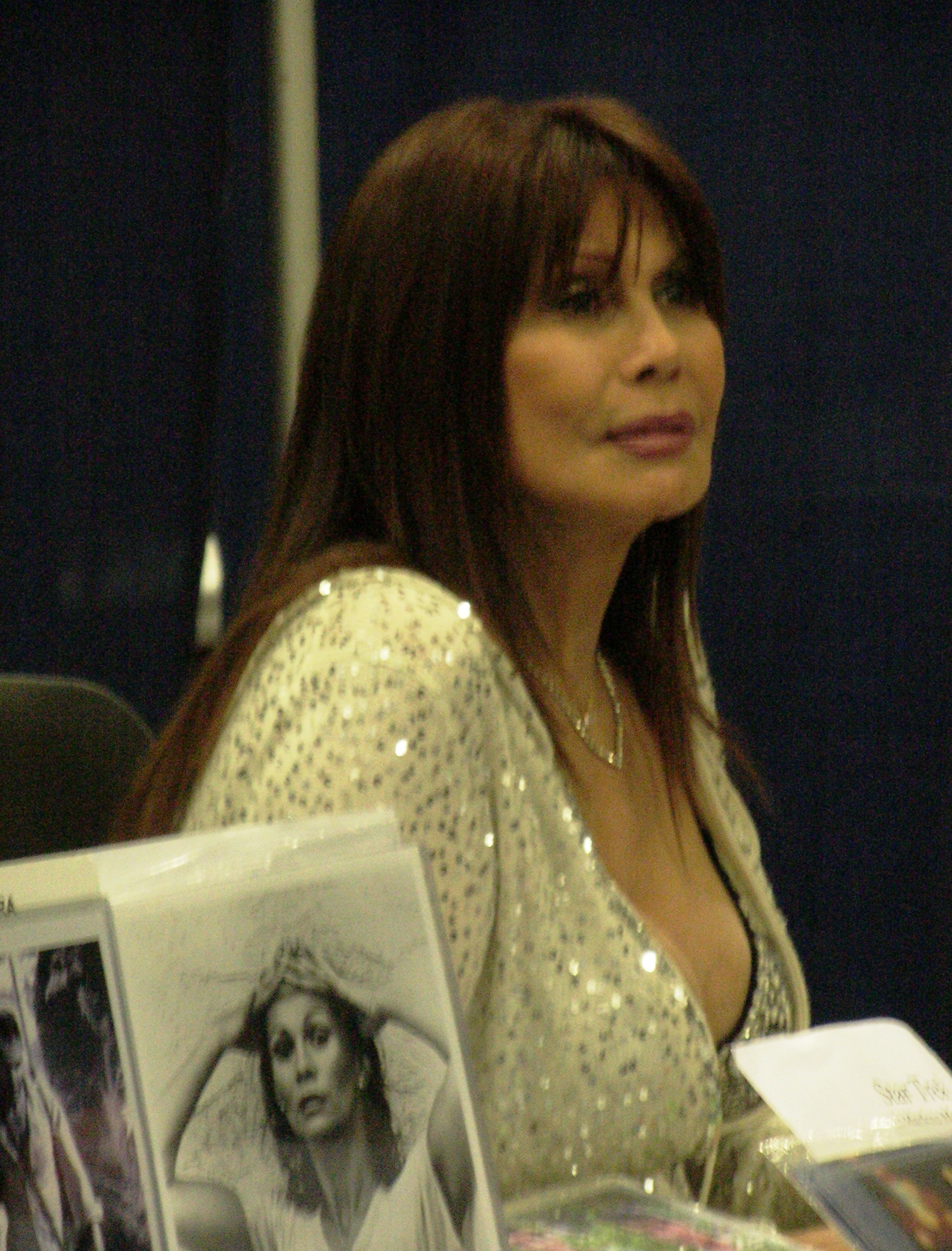
BarBara Luna no Comic-Con 2009.

BarBara Luna (New York, 2 de março de 1939) é uma atriz americana.

## Trabalhos

### Filmes
- Tank Battalion (1958) ... Nikko
- Cry Tough (1959) ... Tina
- The Blue Angel (1959) ... Corista
- Elmer Gantry (1960)... Prostituta
- Che! (1969)

### Televisão
- Star Trek - episódio: "Mirror, Mirror" (1967)
- Hawaii Five-O - episódio: "A Thousand Pardons -- You're Dead!" (1969)
- The Higth Chaparral - episódio: 15 O pelotão de Fuzilamento
- Os invasores - episódio: A  tempestade